# بوعرك
جماعة بوعرك جماعة قروية من قبيلة قلعية الريفية الأمازيغية.  الزناتية  واسمها الاصلي هو بو إرج نسبة إلى سبخة بو إرج  (سبخة طائر الفلامينگو )  الذي يعيش بكثرة في البحيرة التي أخذ منها السهل اسم بوعرگ  يعني (بو إرج) وتحد شمالا بمدينة الناظور وجماعة إحدادن ومدينة أزغنغان، غربا تحد بجماعتي بني بويفرور وإكسان، وجنوبا تحد بهذه الجماعات التالية: جماعة سلوان، جماعة اولاد ستوت وجماعة أركمان، أما شرقا فتحد ببحيرة مارتشيكا(بو إرج). ويبلغ عدد سكان الجماعة حوالي 23379 نسمة حسب إحصاء سنة 2004. منهم 16470 في الوسط القروي و6909 في مركز تاويما.

## التقسيم الإداري
من بين القرى والدواوير المكونة لجماعة بوعرك نجد:

أفرا لعزيب، المهندس، بودواسر، كابامنتو، إبوعروروثن، إيمانيوان البحرية، إيامنيوان البرية، جوهرة 1، جوهرة 2، أولاد بوعطية الغربية، رجا فلاح، زاوية العليا، زاوية السفلى